# Lafia
Lafia (abans Lafia Beri-Beri) és una ciutat de Nigèria a l'estat de Nasarawa. Està situada en el ferrocarril que enllaça amb Port Harcourt i a la carretera principal entre Makurdi i Jos. És capital de l'emirat tradicional de Lafia i d'una àrea de govern local (LGA) la qual té una població de 330.712 habitants (cens del 2006).
És un punt de recollida de llavors de sèsam, soja, i és un centre de comerç per al nyam, la melca, el mill i cotó. A més de l'agricultura, el teixit i tenyit de cotó són activitats tradicionalment importants dels habitants permanents que són membres de l'ètnia dels aragos, tivs i kanuris; els pastors fulani porten el seu bestiar a pasturar a la rodalia durant l'estació seca. Estany i columbita s'extreuen a prop, i hi ha un dipòsit de carbó al sud-est de la ciutat. A més del palau de l'emir, Lafia té una mesquita al centre, una escola secundària catòlica romana, i una oficina de salut del govern.